# Polvo (película de 2012)
Polvo es una película de drama guatemalteca de 2012 dirigida por Julio Hernández Cordón.

## Reparto
- Alejandra Estrada como Alejandra
- Fernando Martínez como Vecino
- Agustín Ortíz Pérez
- Eduardo Spiegeler como
- María Telón Soc como Delfina

## Premios
- Butterfly Silver Award - Lille IIFF
- Grand Prix du Coeur - Toulouse Latin American Film Festival 2013
- Best Director Award - International Film Festival Ícaro 2012,
- Best International Feature Film - Festival Internacional de Cine Antofagasta 2012
- Special Jury Mention - Valdivia International Film Festival 2012